# Drewnowo (Frombork)
Drewnowo (deutsch Drewsdorf) ist ein Ort in der polnischen Woiwodschaft Ermland-Masuren. Er gehört zur Stadt-und-Land-Gemeinde Frombork (Frauenburg) im Powiat Braniewski (Kreis Braunsberg).

## Geographische Lage
Drewnowo liegt im Nordwesten der Woiwodschaft Ermland-Masuren, zehn Kilometer südwestlich der Kreisstadt Braniewo (Braunsberg).

## Geschichte
Der kleine Ort Drewsdorf wurde 1874 als eine Landgemeinde in den Amtsbezirk Sonnenberg (polnisch Bogdany) im  ostpreußischen Kreis Braunsberg, Regierungsbezirk Königsberg, eingegliedert. Auch nach dessen Umbenennung in „Amtsbezirk Betkendorf“ (polnisch Biedkowo) blieb sie ihm bis 1945 zugeordnet.
Im Jahre 1910 waren in Drewsdorf 101 Einwohner registriert. Ihre Zahl belief sich 1933 auf 82 und 1939 auf 94.
Im Zusammenhang der Abtretung des gesamten südlichen Ostpreußen an Polen 1945 in Kriegsfolge erhielt Drewsdorf die polnische Namensform „Drewnowo“. Heute ist der Ort Teil der Gmina Frombork (Stadt-und-Land-Gemeinde Frauenburg) im Powiat Braniewski (Kreis Braunsberg), von 1975 bis 1998 der Woiwodschaft Elbląg, seither der Woiwodschaft Ermland-Masuren zugehörig.

## Religion
Drewnowo gehört heute wie Drewsdorf vor 1945 zur römisch-katholischen Pfarrei in Frombork (Frauenburg), jetzt  im Dekanat Braniewo (Braunsberg) im Erzbistum Ermland gelegen. Bis 1945 war es außerdem in die evangelische Kirche Frauenburg in der Kirchenprovinz Ostpreußen der Kirche der Altpreußischen Union eingegliedert, während es heute der Evangelisch-Augsburgischen Kirche in Polen zugeordnet ist.

## Verkehr
Drewnowo liegt südlich von Biedkowo (Betkendorf) und ist von dort über eine Nebenstraße zu erreichen. Eine Bahnanbindung existiert nicht.

## Söhne und Töchter des Ortes
- Martin Grunwald (1794–1874), deutscher Politiker